# 밀성 박씨 삼우정파 종중 고문서
밀성박씨 삼우정파 종중 고문서(密城朴氏 三友亭派 宗中 古文書)는 대구광역시 수성구 국립대구박물관에 있는, 밀양박씨 삼우정파 문중에서 소장한 조선 선조 때의 무신 박경신(1539∼1594)과 그의 두 아들 지남, 철남에게 내려진 각종 관련 문서들이다. 1996년 1월 19일 대한민국의 보물 제1237호로 지정되었다.

## 개요
이 문서들은 밀양박씨 삼우정파 문중에서 소장한 조선 선조 때의 무신 박경신(1539∼1594)과 그의 두 아들 지남, 철남에게 내려진 각종 관련 문서들이다. 
박경신은 선조 2년(1569) 31세 때에 무과 초시에 합격, 35세 때 전시에서 장원급제하였다. 이후 양근병마동첨절제사 등에 제수되어 임진왜란 때 선조를 호위하여 피난하고 고향 청도에서 두 아들과 함께 의병을 일으켜 청도를 수비하였다. 임진왜란 후 선무원종공신 1등과 호성원종공신 2등에 봉해졌다. 
장남 박지남(1565∼1626)은 부친의 의병에 가담하여, 청도와 밀양 등에 전투에 참가하였고, 임진왜란 후 선무원종공신 2등에 봉해졌다. 박철남(1565∼1611)은 박지남의 쌍둥이 동생으로 3부자가 의병에 함께 참여 많은 전공을 세웠으며, 임진왜란 후 선무원종공신 2등에 봉해졌다. 이 삼부자가 임호서원에 배향되었다. 
이 문서들은 박경신에게 내려진 「선무원종공신녹권」1책과 박경신부부에게 순조 때 내려진 교지 2매, 박경신의 아들 지남, 철남에게 내려진 「선무원종공신녹훈인증서」13매 등이다.

## 상세목록
| 번호 | 명칭                                                                                      | 연대                 | 수량 | 비고 |
| 1    | 절지수교서내범참왜일급이상자개록위공신역유지~박경신                                       | 조선 선조 25년(1592) | 1건  |      |
| 2    | 절기수교서내범참왜일급이상자개록위공신역유지~박경신                                       | 조선 선조 25년(1592) | 1건  |      |
| 3    | 절지수교서내범참왜일급이상자개록위공신역유지~박경신                                       | 조선 선조 26년(1593) | 1건  |      |
| 4    | 절지수교서내범참왜일급이상자개록위공신역유지~박경신                                       | 조선 선조 26년(1593) | 1건  |      |
| 5    | 절지수교서내범참왜일급이상자개록위공신역유지~박경신                                       | 조선 선조 26년(1593) | 1건  |      |
| 6    | 절지수교서내범참왜일급이상자개록위공신역유지~박경신                                       | 조선 선조 26년(1593) | 1건  |      |
| 7    | 절지수교서내범참왜일급이상자개록위공신역유지~박경신                                       | 조선 선조 26년(1593) | 1건  |      |
| 8    | 절지수교서내범참왜일급이상자개록위공신역유지~박경신                                       | 조선 선조 26년(1593) | 1건  |      |
| 9    | 절지수교서내범참왜일급이상자개록위공신역유지~박지남                                       | 조선 선조 26년(1593) | 1건  |      |
| 10   | 절지수교서내범참왜일급이상자개록위공신역유지~박지남                                       | 조선 선조 26년(1593) | 1건  |      |
| 11   | 절지수교서내범참왜일급이상자개록위공신역유지~박철남                                       | 조선 선조 26년(1593) | 1건  |      |
| 12   | 절지수교서내범참왜일급이상개자록위공신역유지~박철남                                       | 조선 선조 26년(1593) | 1건  |      |
| 13   | 절지수교서내범참왜일급이상자개록위공신역유지~박철남                                       | 조선 선조 26년(1593) | 1건  |      |
| 14   | 선무원종공신녹권                                                                          | 조선 선조 38년(1605) | 1책  |      |
| 15   | 절충장군첨지중추부사박경신증가선대부병조참판겸동지의금부사훈동원도정자 가경이십일년팔월일 | 조선 순조 16년(1816) | 1건  |      |
| 16   | 숙부인예씨증정부인자 가경이십일년팔월일                                                   | 조선 순조 16년(1816) | 1건  |      |
| 17   | 만력칠년기묘칠월십일일 차자급제박경신별급문기                                             | 조선 선조 12년(1579) | 1건  |      |

## 참고 자료
- 밀성 박씨 삼우정파 종중 고문서 - 국가유산청 국가유산포털